# Universiteit van Kinshasa
De Universiteit van Kinshasa, algemeen bekend als UNIKIN, (Frans: Université de Kinshasa) is een Franstalige instelling voor hoger onderwijs in de stad Kinshasa in de Democratische Republiek Congo. De instelling werd ingehuldigd op 15 januari 1954 door  Mgr. Honoré Van Waeyenbergh als een afdeling van de Katholieke Universiteit Leuven en werd daarbij genoemd naar de stad Leuven (Lovanium in het Latijn). UNIKIN stamt voort uit de universiteit Lovanium.
De hoofdcampus is gelegen in de gemeente Lemba in het district Mont-Amba, zo'n tien kilometer ten zuiden van het stadscentrum van Kinshasa. In het academiejaar 2019-2020 telde de instelling 30,000 studenten.

## Geschiedenis
De universiteit Lovanium werd, door de hervorming en fusie van 1971 en de herschikking en nationalisatie van 1981, respectievelijk de Campus de Kinshasa van de Université Nationale du Zaire (UNAZA) en de Université de Kinshasa (UNIKIN).

## Zeventigjarig jubileum
De samenwerking met de Belgische partners KU Leuven en UCLouvain werd doorheen de jaren opnieuw geherintensiveerd. De Congolese en Belgische partners wilden in 2024 de 70ste verjaardag van de oprichting van Lovanium aangrijpen om het partnerschap te hernieuwen en engageren zich voor een intensieve samenwerking op het vlak van onderzoek, onderwijs en capaciteitsuitbreiding in domeinen als klimaatverandering, biodiversiteit, gezondheid, digitalisering, cultureel erfgoed en internationale relaties.  Ter ere van de 70ste verjaardag van Lovanium, schrijven KU Leuven en UCLouvain samen 70 beurzen uit voor onderzoeks- en onderwijssamenwerkingen. Deze beurzen kunnen Congolese onderzoekers de kans bieden samen te werken met Belgische collega’s, zowel in Congo als in België. Waar mogelijk zullen de onderzoeksverblijven gebruikt worden om Congolese collega’s in te schakelen in Leuvense onderwijsprogramma’s. Door een dialoog op gang te brengen kunnen Leuvense studenten kennis maken met de grote uitdagingen waar DR Congo zich voor geplaatst ziet en met de grote impact van het onderzoek van onder meer UNIKIN en UCC. Rector Luc Sels van de KU Leuven benadrukt "de samenwerking met het Globale Zuiden betreft gelijkwaardige partnerschappen waarin een wederzijdse capaciteitsversterking kan leiden tot Global Development: alleen samen, met sterke academische partnerschappen en netwerken over continentale grenzen heen, kunnen we een antwoord bieden op de wetenschappelijke en maatschappelijke uitdagingen van vandaag."